# 若狭路博2003
若狭路博2003（わかさじはく2003）は、福井県小浜市で2003年9月14日から10月13日まで開催された地方博覧会である。

## 概要
若狭路における自然や文化を多くの人に知ってもらうため「食」「祭」「海」「エネルギー」の4つをテーマにして開催された。開催コンセプトは「水と炎の千年祭」、想定入場者数は30万人、事業費は12億とした。それに先立ち敦賀市、小浜市、三方町、美浜町、上中町、名田庄村、高浜町、大飯町の8市町村提携イベントが4月から11月までの8か月間行われた。この若狭路博2003での特徴は、支援ボランティアグループ W-ingこの博覧会の運営に参加しており、ダンスフェスティバル、YOSAKOIまつり、千年行列といったイベントや会場の清掃を行った。最終的には想定を上回る43万1千人が入場しイベントは成功に終わった。

## シンボルマーク・キャラクター・テーマ曲
シンボルマークは阪本幸円が製作しており若狭湾と太陽を表現している。キャラクターは海道大介が製作しており「食」「祭」「海」「エネルギー」の4つをそれぞれをキャラクターに表現している。グループ名は「わかぴょんず」（飯井純子が命名）、キャラクターの名前は「食」がもぐもぐ、「祭り」がわいわい、「海」がすいすい、「エネルギー」がりきりきとなっている（荒井雅美が命名）。テーマ曲の名前は「若狭路Call　you」若狭路においでという意味で、自然や文化を軽快なテンポでさわやかに表現している。

## 会場概要
- メイン会場 小浜市川崎地区（海会場）
- サブ会場 小浜市竜前地区（山会場）及び小浜市街（里会場）
- 入場料 無料
- 開催時間 午前10時から午後6時（土、日、祝、9月22日は午前10時から午後8時）

### 海会場
- 歴史館
- 未来館
- めぐみ館
- 企業集合館
- ふるさと食堂
- ふるさと交流館
- 単独館
- 食文化館
- まつりの館
- 交流ステージ
- キッズパーク

### 山会場
- サツマイモ畑
- コスモス畑
- 森林の水PR館

### 里会場
- はまかぜ通り
- いっぷく茶屋

## 交通アクセス
博覧会に先立ち鉄道では臨時列車を運行して会場へのアクセスの確保を行った。特急まいづるは小浜駅まで運転区間を延ばしたり、臨時特急「若狭路博号」が富山駅から683系3両で運転、臨時急行「若狭路博号」が福井駅からエーデル鳥取に使われていたキハ65形4両で運転、臨時快速「若狭路快速」が敦賀駅から125系3両で運転した。バスも近鉄バスと福井鉄道の共同運行で、大阪から海会場直通のわかさライナーが運行された。

## 盲導犬入店拒否
2003年10月4日午後2時ごろ、「人権啓発フェスティバル」補助犬啓発イベントに参加するため視覚障害者が盲導犬を連れて会場に入場しようとした所、スタッフに止められ数分後にやっと会場入りした。その後レストランに入ろうとしたところ入店を拒否されてしまった。補助犬受け入れを義務付ける「身体障害者補助犬法」施行直後の出来事であった。その後、福井県と小浜市の職員が視覚障害者の男性に謝罪した。